# Liste der Kulturgüter in Attinghausen
Die Liste der Kulturgüter in Attinghausen enthält alle Objekte in der Gemeinde Attinghausen im Kanton Uri, die gemäss der Haager Konvention zum Schutz von Kulturgut bei bewaffneten Konflikten, dem Bundesgesetz vom 20. Juni 2014 über den Schutz der Kulturgüter bei bewaffneten Konflikten sowie der Verordnung vom 29. Oktober 2014 über den Schutz der Kulturgüter bei bewaffneten Konflikten unter Schutz stehen.
Objekte der Kategorien A und B sind vollständig in der Liste enthalten, Objekte der Kategorie C fehlen zurzeit (Stand: 1. Januar 2023).

## Kulturgüter
| Foto | | Objekt                                                                                              | Kat. | Typ | Standort                            | Beschreibung |
| ---- | --- | --------------------------------------------------------------------------------------------------- | ---- | --- | ----------------------------------- | ------------ |
| ja   | Datei hochladen · Wikidata zu Mittelalterliche Burgruine Attinghausen (Q4818521)                                               | Attinghausen, mittelalterliche Burgruine KGS-Nr.: 05813                                             | A    | F   | Schulhausweg 690824 / 190805        |              |
| ja   | Datei hochladen · Wikidata zu Haus Schweinsberg (Q29527537)                                                                    | Haus Schweinsberg KGS-Nr.: 05814                                                                    | A    | G   | Schweinsberggasse 6 690551 / 191024 |              |
| ja   | Datei hochladen · Wikidata zu Katholische Kirche St. Andreas, Friedhofkapelle, Pfarrhaus und Beinhaus St. Ottilien (Q29890286) | Katholische Kirche St. Andreas, Friedhofkapelle, Pfarrhaus und Beinhaus St. Ottilien KGS-Nr.: 05815 | B    | G   | Kirchweg 690820 / 190969            |              |
| BW   | Datei hochladen · Wikidata zu Überreste des Kapuzinerinnenklosters Maria zu allen Engeln inklusive Kaplanenhaus (Q29890288)    | Überreste des Kapuzinerinnenklosters Maria zu allen Engeln inkl. Kaplanenhaus KGS-Nr.: 11357        | B    | F   | Klosterweg 30 690469 / 190902       |              |